# Lissotis hartlaubii
El sisón ventrinegro de Hartlaub (Lissotis hartlaubii) es una especie de ave gruiforme de la familia Otididae. Es una ave esteparia autóctona del este de África (del este de Sudán a Etiopía, Somalia, noreste de Uganda y norte de Tanzania); no se conocen subespecies.